# Windows Mobile
Windows Mobile — мобильная операционная система, разработанная Microsoft для собственных аппаратных платформ Pocket PC (карманные персональные компьютеры, коммуникаторы) и Smartphone (смартфоны). 
В настоящий момент не разрабатывается и не поддерживается: в мае 2011 года стало известно о прекращении поддержки разработчиков приложений сервиса Windows Marketplace for Mobile; в июле 2011 года компания сообщила своим клиентам о прекращении работы сервиса My Phone в октябре 2011 года; в мае 2012 года Microsoft закрыла магазин приложений Windows Marketplace for Mobile для владельцев устройств.
Последняя версия — Windows Mobile 6.5 — основана на Windows CE 5.2, имеет базовый набор приложений, разработанных с использованием Microsoft Win32 API (программы могут приобретаться через сервис Windows Marketplace for Mobile или устанавливаться вручную пользователем; доступна свободная разработка программ для третьих лиц), функционально и визуально пытается быть похожим на настольную версию Windows. В отличие от Windows Mobile 6 и предыдущих версий, управляемых стилусом, WM 6.5 для сенсорных устройств рассчитана на пальцевое управление.
Доля Windows Mobile на рынке смартфонов с каждым годом снижается, в третьем квартале 2009 года падение составило 20 %. В США в 2008 году это была 3-я наиболее популярная операционная система для бизнес-пользователей (после BlackBerry OS и iOS), охватывающая ▼ 24 % корпоративных пользователей. Среди общих продаж 2010 года — это 6-я наиболее популярная мобильная операционная система (после Android, bada, Symbian OS, BlackBerry OS и iOS), делящая ▼5 % доли мирового рынка смартфонов.
15 февраля 2010 года на выставке Mobile World Congress, проходившей в Барселоне, Microsoft анонсировала преемника Windows Mobile — Windows Phone. Новая ОС не совместима с предыдущей программно-аппаратной платформой и потому смартфоны с Windows Mobile 6.x не способны обновиться до Windows Phone.

## Характеристики
Windows Mobile для Pocket PC (сенсорных устройств) в стандартной поставке включает следующие особенности:
- начальный экран «Сегодня» (англ. Today) отображает текущую дату, информацию о владельце, предстоящие встречи, новые сообщения и задачи. Начиная с WM 6.5 экран имеет название «Home screen»;
- кнопка «Пуск», находящаяся в верхнем баре, раскрывает меню со списком программ и служебными ссылками, как в настольной версии Windows;
- панель задач отображает текущее время, вариант звукового профиля и заряд батареи;
- мобильная версия Microsoft Office — Office Mobile;
- пакет программ Outlook Mobile;
- мобильный браузер Internet Explorer Mobile, основанный на настольной версии IE[14];
- Windows Media Player для Windows Mobile;
- интеграция с сервисами Windows Live;
- клиент для PPTP VPN;
- функция Internet Connection Sharing (ICS), позволяющей делить подключение к Интернет с настольным компьютером через USB или Bluetooth;
- файловая система и структура папок аналогичны таковым в Windows 9x/Windows NT;
- многозадачность.

Основные отличия smartphone-версии от Pocket PC:
- интерфейс, адаптированный под телефонный форм-фактор, рассчитан на кнопочное управление устройством, из-за этого программы Pocket PC и Smartphone не совместимы друг с другом;
- начальный экран «Today» отображает (в порядке сверху вниз) ярлыки на недавно запущенные приложения, текущую дату, предстоящие встречи, звуковой профиль и новые сообщения;
- кнопка «Пуск» расположена в нижней панели;
- список программ отображается в отдельном экране;
- отсутствует экранная клавиатура, вследствие наличия штатной (как мобильной, так и QWERTY).

## Оборудование

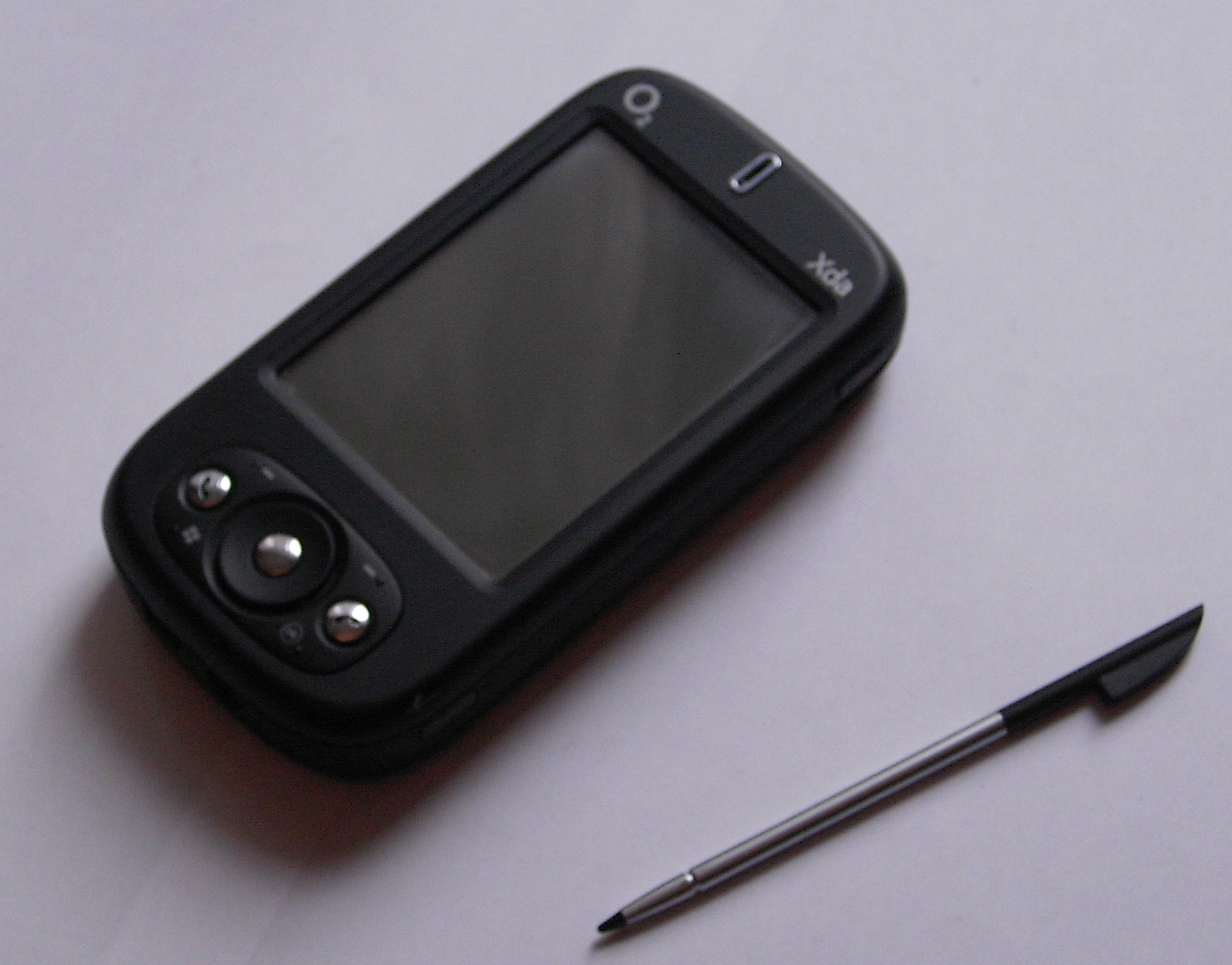
O2 Xda Neo — типичный представитель платформы Pocket PC

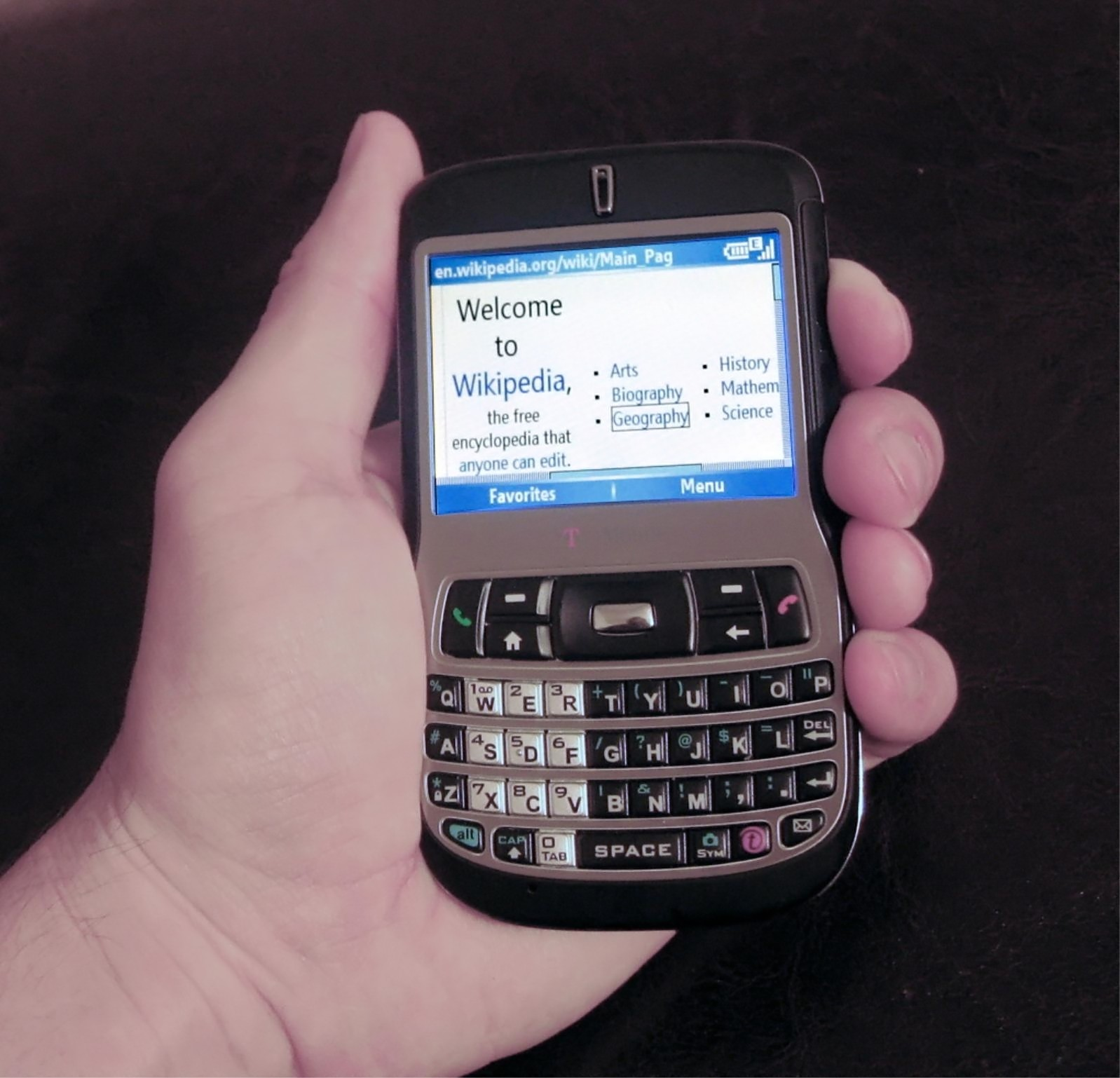
T-Mobile Dash — «Smartphone» с QWERTY-клавиатурой

Существуют три версии операционной системы для различных программно-аппаратных платформ:
- Windows Mobile Professional — для коммуникаторов с сенсорным экраном и функцией мобильного телефона (платформа Pocket PC)
- Windows Mobile Classic — для карманных персональных компьютеров (платформа Pocket PC)
- Windows Mobile Standard — для смартфонов с функцией мобильного телефона, но без сенсорного экрана (платформа Smartphone)

### Классические WM-устройства
Изначально классические устройства Windows Mobile (англ. Windows Mobile Classic devices) были карманными персональными компьютерами без возможности подключения к сотовой сети и имели название Pocket PC (PPC). Наследниками Pocket PC являются операционные системы Windows Mobile Professional, кроме функций КПК поддерживающая ещё и функции телефона, и Windows Mobile Classic, тоже предназначенная для КПК, но построенная на более современных технологиях.

### Smartphone
Платформа Smartphone («смартфон») вышла вместе с Pocket PC 2002 (по сути, она является его [PPC 2002] урезанной версией). Хотя в широком смысле термин «смартфон» включает как Pocket PC, так и телефоны с функциями КПК, следует отметить, что Microsoft использует термин для определения более конкретных аппаратных свойств устройств: smartphone-устройство должно быть оптимизировано для работы одной рукой и наделено экраном малой площади без сенсорных возможностей.

## Версии

### Pocket PC 2000 (Windows CE 3.0 Pocket PC Edition)
Pocket PC 2000 (первая версия Windows Mobile) — кодовое имя Rapier. Выпущена 19 апреля 2000 года на основе Windows CE 3.0. Это был дебют, впоследствии операционную систему назвали Windows Mobile. Также она призвана быть преемником операционной системы Palm-Size PC. Сохранена обратная совместимость с приложениями Palm-Size PC. Pocket PC 2000 предназначен в основном для КПК, однако для нескольких устройств Palm-Size PC есть возможность обновления. Кроме того, для Pocket PC 2000 были выпущены несколько телефонов, однако Smartphone Edition ещё не была создана. Поддерживалось только разрешение 240×320 (QVGA). Также поддерживались съемные карты памяти CompactFlash и Multimedia Card. В то время для устройств Pocket PC не была определена конкретная архитектура процессора. В результате Pocket PC 2000 была выпущена на нескольких архитектурах: SH-3, MIPS и ARM.
Первоначально Pocket PC была похожа на операционные системы Windows 98, Windows Me и Windows 2000.
Особенности / встроенные приложения для Pocket PC 2000, включали следующее:
- Pocket Office
- Pocket Word
- Pocket Excel
- Pocket Outlook
- Pocket Internet Explorer
- Windows Media Player
- Microsoft Reader
- Microsoft Money
- Заметки «от руки»
- Поддержка распознавания символов
- Инфракрасный (ИК) порт

### Pocket PC 2002
Pocket PC 2002 (кодовое имя Merlin), основанная на Windows CE 3.0, — это первый выпуск под названием Pocket PC. Нацелена на бесклавиатурные устройства Pocket PC с разрешением QVGA (320×240). Впервые появляется поддержка устройств без сенсорного экрана, что рождает появление первых устройств типа «Смартфон» на Windows Mobile.

### Windows Mobile 2003
23 июня 2003 года Microsoft представила следующее поколение операционной системы Pocket PC под названием Windows Mobile 2003 (кодовое имя Ozone, версия Windows CE — 4.20).
В операционной системе появилось приложение для работы с графическими файлами (Pictures), доработан браузер Pocket Internet Explorer (более оптимизирован для просмотра больших страниц на маленьком экране, поддержка Java-скриптов). Система получила поддержку новых беспроводных стандартов — Bluetooth, Wi-Fi, IPSec/L2TP, IPv6.
Windows Mobile 2003 вышла в четырёх редакциях: Windows Mobile 2003 for Pocket PC Premium Edition, Windows Mobile 2003 for Pocket PC Professional Edition, в которой отсутствовал ряд программ, по сравнению с редакцией Premium, для создания более дешёвых устройств, Windows Mobile 2003 for Pocket PC Phone Edition и Windows Mobile 2003 for Smartphone.

### Windows Mobile 2003 SE
24 марта 2004 года была представлена Windows Mobile 2003 Second Edition, кодовое имя Ozone Update. Операционная система построена на ядре Windows CE 4.21. Существенными новшествами обновления системы являются возможность изменения ориентации экрана с вертикальной на горизонтальную и поддержка разрешения экрана VGA (640×480), а также экранов с квадратным соотношением сторон. Для защиты беспроводного соединения добавлена поддержка Wi-Fi Protected Access (WPA).

### Windows Mobile 5.0
Операционная система Windows Mobile 5.0 (кодовое имя Magneto, версия Windows CE — 5.1) была представлена 10 мая 2005 года на конференции Mobile and Embedded Developers Conference в Лас-Вегасе. Изменения в интерфейсе направлены на улучшение навигацией джойстиком и управлением устройством одной рукой; офисный пакет переименован из Pocket Office в Office Mobile, в котором отказались от использования карманного формата документов в пользу оригинальных, а также добавилась новая программа в составе пакета — PowerPoint Mobile — для просмотра презентаций; новый подход к работе с памятью устройства, который отвечает за сохранность данных. В операционную систему встроена поддержка клавиатуры QWERTY, USB 2.0, сотовых сетей класса 3G. В Windows Mobile 5.0 используются Windows Media Player 10 Mobile, ActiveSync 4.0.
После установки пакета обновлений AKU 3 в системе появилась поддержка .NET Compact Framework 2, поддержка стандартов WPA2 и QoS, улучшены Internet Explorer Mobile (поддержка AJAX) и работа с Bluetooth (FTP-профиль, качество A2DP-профиля).

### Windows Mobile 6
Windows Mobile 6 была представлена 12 февраля 2007 года в Барселоне на выставке 3GSM World Congress 2007. Версия построена на Windows CE 5.2 и имеет кодовое имя «Crossbow». Система вышла в трёх редакциях для КПК (Windows Mobile 6 Classic), для коммуникаторов (Windows Mobile 6 Professional) и для смартфонов (Windows Mobile 6 Standard).
В Windows Mobile 6 возросла производительность, появилась поддержка IP-телефонии, интегрировано приложение-оболочка Marketplace для построения магазина приложений, встроена интеграция с онлайн-сервисами Windows Live, встроено шифрование карты памяти, также шестая версия имеет немного обновлённые внешний вид и системные звуки. Впервые в Windows Mobile 6 появилась функция автоматического обновления системы (Windows Update).

### Windows Mobile 6.1
В апреле 2008 года на выставке CTIA Wireless 2008 было представлено небольшое обновление операционной системы под номером 6.1. В ней появились новые возможности браузера Internet Explorer Mobile («Масштаб», «Обзор страницы»), поддержка шифрования файлов на устройстве, новый режим для отображения смс-переписки, диспетчер задач, полезная для корпоративного сектора поддержка Mobile Device Manager. Для операционной системы в редакции для смартфонов (Windows Mobile 6.1 Standard) появилась возможность заменить стандартный экран новым пользовательским «карусельным» интерфейсом. Версия Windows CE — 5.2.19202.

### Windows Mobile 6.5

Windows Mobile 6.5

Windows Mobile 6.5 анонсирована в феврале 2009 года на Mobile World Congress 2009 в Барселоне, официально новая версия операционной системы вышла в мае 2009 года. С 6 октября 2009 года начали появляться устройства на новой системе. Windows Mobile 6.5 построена на Windows CE 5.2.21234.
В Windows Mobile 6.5 — много изменений, касающихся интерфейса, направленного на пользование устройством с помощью пальцев: основное меню находится на рабочем столе с иконками в шестиугольниках, изменён экран «Сегодня» (пальцеориентированные элементы); также изменился экран блокировки, где появилась информация о событиях в системе с быстрым доступом к основным функциям устройства, обновился мобильный браузер Internet Explorer Mobile до шестой версии, доработан сервис Windows Marketplace for Mobile в качестве магазина приложений и появился новый онлайн-сервис — My Phone (синхронизация и хранение данных).
В феврале 2010 года появилось первое устройство, работающее на обновлённой версии системы Windows Mobile 6.5.3, новшествами этого обновления стали поддержка ёмкостных экранов, поддержка мультитач, изменение кнопок в нижней части экрана на круглую форму, обновленный интерфейс операционной системы, ещё больше адаптированный под управление пальцами.

### Таблица версий
| Название             | Дата                      | Кодовое имя | Версия Windows CE           | Версия Windows Mobile | ПО для синхронизации с ПК                    |
| -------------------- | ------------------------- | ----------- | --------------------------- | --------------------- | -------------------------------------------- |
| Handheld PC 1.0      | 1996                      | Pegasus     | 1.0 Build 126-457           | 1.0                   | H/PC Explorer 1.0                            |
| Handheld PC 2.0      | 1997                      | Mercury     | 2.0 Build 7258-7260         | 2.0                   | Windows CE Services 2.0                      |
| Pocket PC 2000       | 19 апреля 2000 (CES 2000) | Rapier      | 3.0.9348 Build 9351         | 3.0                   | ActiveSync 3.1                               |
| Pocket PC 2002       | 6 сентября 2001           | Merlin      | 3.0.11171 Build 11178       | 3.1                   | ActiveSync 3.5                               |
| Windows Mobile 2003  | 23 июня 2003              | Ozone       | 4.20.1081 Build 13100       | 4.2                   | ActiveSync 3.7                               |
| Windows Mobile 5.0   | 10 мая 2005               | Magneto     | 5.1.1700 Build 14334-14397  | 5.0                   | ActiveSync 4.0                               |
| Windows Mobile 6     | 12 февраля 2007           | Crossbow    | 5.2.318 Build 15341.0.0.0   | 6.0                   | ActiveSync 4.5, Windows Mobile Device Center |
| Windows Mobile 6.1   | 4 января 2008             | Crossbow    | 5.2.19202 Build 19202.1.0.0 | 6.1                   | ActiveSync 4.5, Windows Mobile Device Center |
| Windows Mobile 6.1.4 | июль 2008                 | Crossbow    | 5.2.19588 Build 19588.1.1.4 | 6.1.4                 | ActiveSync 4.5, Windows Mobile Device Center |
| Windows Mobile 6.5   | 11 мая 2009               | Titanium    | 5.2.20757 Build 20757.1.4.0 | 6.5                   | ActiveSync 4.5, Windows Mobile Device Center |
| Windows Mobile 6.5.1 | октябрь 2009              | Titanium    | 5.2.23063 Build 23063.5.3.0 | 6.5.1                 | ActiveSync 4.5, Windows Mobile Device Center |
| Windows Mobile 6.5.3 | 2 февраля 2010            | Titanium    | 5.2.28008 Build 28008.5.3.0 | 6.5.3                 | ActiveSync 4.5, Windows Mobile Device Center |

## Windows Phone
Windows Phone — мобильная операционная система, являющаяся преемником Windows Mobile, но несовместима с ней. С выходом Windows Mobile версии 6.5 компания Microsoft начала создавать бренд под названием Windows Phone. Так стали именоваться все телефоны с этой операционной системой, но первая операционная система Windows Phone (сразу под номером 7 — как продолжение линейки мобильных систем от Microsoft) вышла 11 октября 2010 года. 21 октября начались первые поставки устройств на новой платформе, среди которых были аппараты от HTC, LG, Samsung. В операционной системе использован новый интерфейс под названием «Metro», интегрированы социальные сети и сервисы Microsoft — Zune и Xbox Live.

## Конкурирующие продукты
Основными конкурентами платформы Windows Mobile были мобильные операционные системы Symbian, BlackBerry OS, iOS, Palm OS, Android и другие системы на базе ядра Linux (например, Palm webOS, Access Linux Platform, Maemo, Moblin, Openmoko). В 2007 году Windows Mobile занимала второе место среди мировых продаж мобильных операционных систем, следуя за операционной системой Symbian. Доля мировых продаж в 2008 и 2009 годах составляла 11,8 % и 8,7 % соответственно, тем самым Windows Mobile занимала среди мобильных операционных систем третье место в 2008 году и четвёртое в 2009 году. По результатам общих продаж смартфонов уже на 1 квартал 2010 года платформа Windows Mobile сместилась на пятое место среди мобильных операционных систем (после Symbian, BlackBerry OS, iOS и Android) с долей в 6,8 %.
Компания Microsoft, разрабатывающая Windows Mobile, получает лицензионные отчисления от производителей техники и ПО для Android. При этом доход компании Microsoft, получаемый таким образом, в 2013 году был более чем в 2 раза выше, чем доход компании-разработчика, то есть Google.